# Маскерони, Марсело
Марсело Э. Маскерони (исп. Marcelo E. Mascheroni, род. 19 августа 1959) — аргентинский хоккеист (хоккей на траве), полевой игрок. Участник летних Олимпийских игр 1988 года, чемпион Панамериканских игр 1979 года, двукратный серебряный призёр Панамериканских игр 1983 и 1987 годов.

## Биография
Марсело Маскерони родился 19 августа 1959 года.
В 1988 году вошёл в состав сборной Аргентины по хоккею на траве на летних Олимпийских играх в Сеуле, занявшей 8-е место. Играл в поле, провёл 7 матчей, забил 3 мяча (по одному в ворота сборных Пакистана, Кении и Индии).
Трижды выигрывал медали хоккейных турниров Панамериканских игр: золото в 1979 году в Сан-Хуане, серебро в 1983 году в Каракасе и в 1987 году в Индианаполисе.